# Алтын-Солок

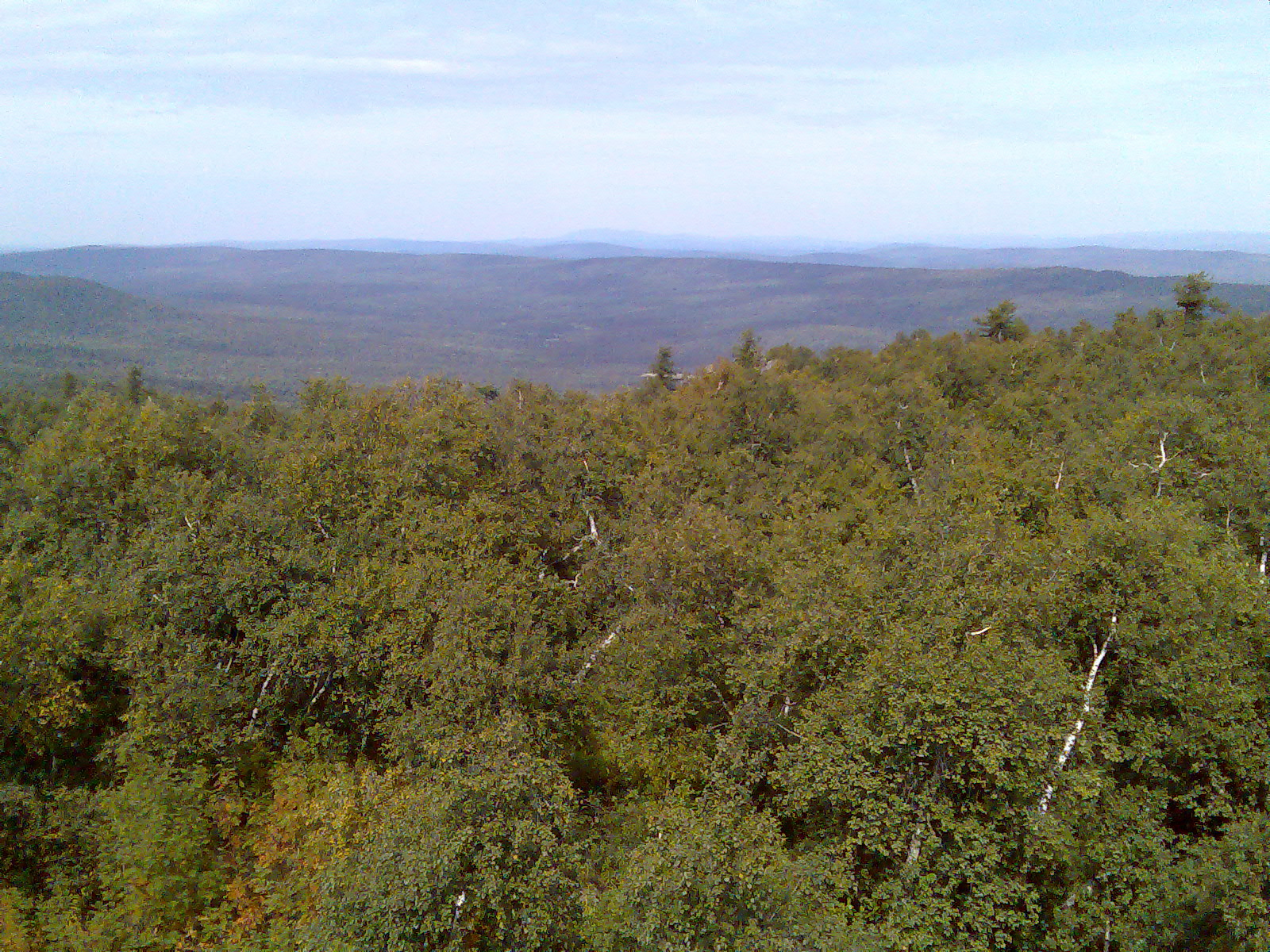
Вид с Масимовских скал на север

Алтын-Солок, Алтын Солок (рус. Золотая борть) — заказник в Бурзянском районе Башкортостана, способствующий сохранению бурзянской популяции среднерусской медоносной пчелы (уникальной бортевой пчелы). Площадь заказника — 91 тыс. га. «Алтын Солок» занимает десятую часть заповедного фонда Башкирии. Вместе с заповедником Шульган-Таш входит в состав комплексного биосферного резервата Башкирский Урал, входящий в предварительный список объектов Всемирного наследия ЮНЕСКО.
Алтын-Солок образован в 1997 году. Основной ареал бортевой пчелы, помимо насекомых, охраняются редкие и исчезающие виды растений и животных. В заказнике расположены пять объектов культурно-исторического значения: трехкилометровая охранная зона пещеры Шульган-таш (Каповой), гора Масим — высочайшая точка Бурзянского района. Также есть хребты, в частности Калу.
Существует угроза уничтожения заказника. На его территории находится разведанное Кужинское месторождение барит-полиметаллических руд. По заявке ООО «МПО „Бентонит“» объект «Кужинская площадь» включили в проект Перечня участков недр по Республике Башкортостан для предоставления в пользование в 2008 году.